# Calathocratus singularis
Calathocratus singularis is een hooiwagen uit de familie kaphooiwagens (Trogulidae). De originele naamcombinatie (protoniem) was Platybessobius singularis Roewer, 1940.